# Aramejczycy

Mapa starożytnego Bliskiego Wschodu ok. 1000-800 p.n.e. z zaznaczonymi najważniejszymi aramejskimi i nowohetyckimi państwami

Aramejczycy – nazwa ludów semickich, które w II tysiącleciu p.n.e. żyły na pustyniach na zachód od Mezopotamii.
W drugiej połowie II tysiąclecia zaczęły przenikać do Mezopotamii i Syrii. Najdawniejsze wzmianki o Aramejczykach (jako plemieniu Ahlamu) pochodzą z listów z Amarna i dokumentów akadyjskich z XIV wieku p.n.e. W XIII wieku p.n.e. utworzyły one na terenach Syrii niewielkie państwa. Najpotężniejszym z nich było Aram ze stolicą w Ibe (obecnie Damaszek). Dalszy rozwój nastąpił na przełomie XI i X wieku p.n.e. Powstały wtedy takie państwa-miasta jak Bit-Adini, Bit-Bahiani, Bit-Zamani. Aramejscy koczownicy coraz liczniej osiedlali się również w Mezopotamii. W VIII w. p.n.e. państwa aramejskie w Syrii zostały podbite przez Asyrię. Jej królowie rozproszyli Aramejczyków przesiedleniami po całym Bliskim Wschodzie, przyczyniając się w ten sposób do rozpowszechnienia języka aramejskiego.